# 晚花绣球藤
晚花绣球藤（学名：Clematis montana var. wilsonii）为毛茛科铁线莲属下的一个变种。

## 扩展阅读
- 維基物種上的相關：晚花绣球藤